# Media, Pennsylvania
Media är administrativ huvudort i Delaware County i delstaten Pennsylvania. Enligt 2010 års folkräkning hade Media 5 327 invånare.

## Kända personer från Media
- John Billingsley, skådespelare